# Nocturn de París
Nocturn de París és un quadre d'Hermen Anglada Camarasa que mostra un ambient parisenc nocturn, ubicat a un exterior on s'hi representa una dona fantasmagòrica en primer pla que mira i interacciona directament amb l'espectador.
L'obra, datada cap al 1900 mostra una decadència innegable, amb unes pinzellades pròpies del corrent impressionista francès.

## Contextualització biogràfica, històrica, cultural i artística
Hermen Anglada Camarasa, nascut a Barcelona l’onze de setembre de 1871, fou fill de Josep Anglada Llecuna (qui era un pintor, decorador i aquarel·lista) i de Beatriu Camarasa Casanovas. Va interessar-se per la pintura des de ben jove quan va iniciar la seva carrera sent deixeble de Josep Planella, però poc després va inscriure's a l'Escola de Llotja, de Modest Urgell (qui sempre fou considerat per Anglada Camarasa el seu únic mestre) i de Tomàs Moragas. Les seves primeres exposicions foren sobre temàtiques pertinents i habituals de l'època, altament influenciades pel seu mestre Urgell. Es tractava d'una sèrie de paisatges que va exposar per la zona del Montseny durant l'any 1984.
L'any 1894, sabem que el pintor va arribar a París aquell mateix any sent alumne de Jean-Paul Laurens i Benjamin Constant a l'Acadèmia Julian i de René Prinet. També es va formar a la Colarossi amb Girardot. Allí és on conegué al seu íntim amic Carlos Baca-Flor, d'origen peruà. Ambdós van recórrer els cabarets del París nocturn. Passejant i sociabilitzant pels ambients parisins (els quals gaudien d'una àmplia varietat d'oci, especialment vinculat als vicis, la bohèmia i la decadència), ambdós van conèixer l'obra de pintors com ara Antonio Mancini. A tot això, es fa neccessari esmenar que el pintor va participar a partir de 1898 en el 'Salón de la Société Nationale des Beaux Arts' de París' (conegut també com Salon du Champ de Mars), fet que el va ajudar a integrar-se més en l'ambient artístic parisenc i les tendenties pictòriques de l'època i entorn.
Ambientant París com la "ciutat de la llum" (a la qual li va valer el nom per ser la primera ciutat europea en usar làmpades de gas en l'enllumenat públic), la ciutat esdevingué el punt neuràlgic de les Avantguardes històriques, on es reunien artistes de tot el món amb la finalitat d'exposar i nodrir-se de les més noves tendances artístiques. L'avantguarda parisenca va influir directament als artistes. Quan parlem de l'Anglada d'aquell moment, podem apreciar una sèrie de vinculacions amb l'art impressionista del moment, però, de tota manera, l'artista tenia un caràcter personal i una 'estampa' pròpia que el feia reconeixible. Tal com defineix Fancesc Fontbona: "Sin duda que el Anglada de los primeros años de París se nos aparece como un rebelde. Años más tarde, Baranda Icaza Lleó definida retrospectivamente como un hombre que, seguro de su triunfo, no claudicaba ante marchantes ni adoptaba tendencias que no sentía. Por esto, en sus tiempos de estudiante se dice que algunos de sus profesores se enfadaban con él porque no quería ceñirse a las convenciones pictóricas tradicionales".
Si observem més obres de la mateix època, com ara el retrat de Lily Grenier (retratada també per Toulosue-Lautrec), París, la nuit (que sembla la versió nítida i saturada del Nocturn de París), el Cap/perfil de Madame Berthe, (de la qual també es conserva un quadre dedicat a l'estudi del retrat de la mateixa dona), La Llotja, La Droga, un interior de París, El Casino de París, el Jardin du théâtre, entre múltiples dibuixos i esbossos preparatoris de pintures (totes datades entre 1897-1900), podem apreciar un estil únic on es representa la Belle Époque, que no tardà en canviar. Recent tornat de París va exhibir a la Sala Parés de Barcelona un recull de les seves mostres amb altres dibuixos de caràcter més acadèmic. El mateix any de la mostra, 1900, sis anys després d'estar a París, va redactar junto a Sebastià Junyent una mena de manifest anomenat 'La Honradesa en l'Art Pictorich', on manifestava el següent: "Dugas causas principals que tenen estreta relació entre si, contribuheixen á la prostitutie del Art. La primera y principal es la falta de fe, la falta de verdader estudi dels artistas, sobre tot dels que tenen medis per'estudiar i viajar, y qu'en comptes d'airó's deixan dominar per un indigne mercantilisme y, abdican de la seva dignitat d'artistas (...). El burgés ignora y'l artista falta d'honradesa's compenetran y's completan l'un al altre, y produheixen una atmósfera u'arriba á verse irrespirable per l'Art verdader (...). El fals artista, doblegantse á n'aquista errada idea de veritat, s'esforça en trevallar minuciosament, y convertintse en xino, pinta aquella cuadros en que s'hi poden contar els fils dels tapissos, ahont hi ha exagerats tots ells lluhents dels robles y en els que las figuras, aixís las primer terme com las del últim, tenen ulls ab parpellas, nina, iris, ceyas y pestanyas (...). L'Art pictorich, com total las manifestacions del sentimiento, es casi impossible de definir (...). També creyém equivocada la manía de representar el natural ab tanta fidelidad que sembli de debò, fluctuante entre la fotografía y las figuras de cera (...)". A partir d'aquest escrit va néixer el seu apropament amb el centre i punt de trobada artístic català Quatre Gats, on va poder relacionar-se amb els principals artistes del moment. La vinculació no fou massa fructífera, doncs Anglada tenia més ambicions per renovar-se a París. Fent tombs per Europa a tombants de final del segle XIX, va exposar per tot el continent, sent destacable la seva participació a la V Bienal de Venècia i la seva mostra a països com Alemanya i Bèlgica. Sempre va causar impacte i polémica fins que, cap a 1904, va canviar radicalment el seu estil, per un propi de folklorisme valencià, on es representaren gitans i gitanes dins d'escenes quotidianes, juntament amb temàtiques equestres i pageses on s'hi representaven caballs. La paleta pictòrica va canviar radicalment, incrementant la saturació dels pigments a nivells extrems inesperats, cosa que ens assenyala que, almenys (i molt segurament), l'obra del Nocturn de París, data d'abans de 1904.
Concloent la secció, cal fer esment d'una sèrie d'arxius exposats a la recent exposició que el Museu Nacional d'Art de Catalunya va dedicar al pintor celebrant la donació de la família d'Anglada Camarasa. L'exposició "Anglada Camarasa. L'arxiu premeditat", mostrava una sèrie de documents que cal destacar, com ara els dos articles de Povo, en un d'ells, a la secció de Recuerdos de París, va dedicar un breu escrit a l'estudi del pintor Anglada: "Anglada pinta casi siempre de noche. Son ya las 12, abandonamos Wepler para dirigirnos a su estudio a pocos pasos de allí. Me pide que lo acompañe pues ha citado a dos nuevas modelos y hay que examinarlas y juzgar sus líneas (...). Anglada fija sus ojos en aquella cabeza de mirada inquietante (...) estaba silencioso, abstraído, en s u boca se mueve inquieto el enorme cigarro que fuma siempre a mitad porqué el resto lo destroza a dentelladas. Apareció ella mujer, blanca deslumbrante; mi imaginación al contemplar aquel cuerpo (...) su luminosidad triunfaría en las tinieblas. Inmóvil, sus ojos están fijos en los del maestro que abarca aquella maravilla (...). Y Anglada, tan enamorado de la belleza como de las dificultades para conseguir la exclama por fin satisfecho y gozoso... 'Con ese; con el blanco'. Y aquella noche, en el taller del pintor colorista, triunfa la sinfonía de tonos nácar y jazmines". També, fora de l'exposició i a l'arxiu del museu, es podia veure un document on es descrivia la cronologia de manera sintètica de la Sala Parés. A l'apartar de 1900 a 1910, destaquen que durant aquesta dècada s'hi van produir 'exposicions transcendentals', entre d'elles, la d'Anglada Camarasa de la primavera de 1900.
Finalizant l'apartat de contextualització i fent un salt documental cap als anys seixanta-setanta del segle xx, cal destacar que quan l'obra fou adquirida per la Diputació de Barcelona, fou anonada sota el nom 'Dama con abrigo en un restaurante'. Aquesta denominació de caràcter descriptiu, revel·la que aquesta obra fou feta a partir d'un interior i que molt segurament, la dama era una model.

## Descripció formal
Aquesta obra es caracteritza per tenir un primer pla, altament destacat d’uns tons beige i blancs, que doten a la composició d’una certa brillantor. Així mateix, el pes visual de la peça es dirigeix a la figura femenina de primer terme, una dona que porta un barret exuberant de grans dimensions, amb una gran capa a conjunt que mira directament a l’espectador.
La composició s’estructura de manera equilibrada, fent així un balanç entre les línies horitzontal que separen el fons (desdibuixat, pintat a grosses pinzellades) en contraposició al triangle que suposa la figura principal. A priori, costa distingir si es tracta d’un interior o un exterior. Analitzant el context en què fou produïda i la tendència de l’artista, ens revela que es tracta d’un interior (el qual és un local d’oci, on es perceben de manera subtil les accions pròpies d’un bar, restaurant o zona de consum), pel mer fet que es tracta d’una escena nocturna, com bé indica el seu títol, que està il·luminada amb llum artificial. Si es tractés d’un exterior, segurament la il·luminació seria més indirecta, difosa. Al tractar-se d’un interior, la llum de gas va permetre a l’autor alliberar-se per mostrar la seva virtuositat, habilitat i domini en representar el contrast de llum. La llum artificial li va permetre experimentar amb una mena de ‘chiaroscuro’ que dotava de caràcter a les seves peces. La il·luminació càlida i groguenca, pròpia d’aquells primerencs artefactes lumínics d’època, va inclinar la gamma cromàtica de l’artista cap a tons calorosos. Podem apreciar que la tensió dinàmica s’efectua al darrere de la protagonista, on s’insinuen els moviments de la gent mitjançant pinzellades brusques, esbossades i tractades amb la finalitat de donar protagonisme a la dama que ens mira fixament. Tal com relatava Povo en un dels seus articles, Anglada prenia les models i les demanava que el miressin fixament per poder retratar la seva realitat: la Belle Èpoque, la Fin du Siècle, i tot el decadentisme que arrossegaven aquelles femmes-fatales que colpien el dolor amb absenta. Aquesta dona fantasmagòrica, amb una posició activa, interactua amb l’espectador suggerint un moviment, convidant-lo a formar part de la bohèmia artística del moment.
La paleta de colors emprada, posa en contrast una clara línia marronosa obscura que traça l’horitzó de l’interior. Aquesta paleta, posa de manifest, també, una pintura de caràcter ambiental, de gènere i societat que permet fer-nos a la idea de com era estar en un restaurant d’aquests durant aquelles dècades. Les figures del fons, majoritàriament identificables com femenines (per més subtil que la pinzellada sigui), estan ballant, altres demanant una copa i altres parlant. Els colors emprats, també revelen una sèrie de característiques decoratives de l’època que en son ben afins.
La tècnica emprada, oli sobre tela, permet una mal·leabilitat i destresa. Aquesta tècnica permet fer modificacions a llarg termini, obtenint així un marge de canvi ampli en la materialització i finalització de l’obra. L’artista, en aquest cas (igualment en les pintures de la mateixa època) aposta per la total llibertat d’exhibir les seves facultats amb la tècnica aprofitant-se de les virtuts visuals que té l’oli, optimitzant el relleu i la textura, la mescla de pigments i la sensació difosa, o bé fantasmagòrica, feta escampant el pigment amb el pinzell o altres elements poc convencionals de la pintura acadèmica.

## Estil
L’estil de la peça és pròpiament impressionista. El que veiem a la peça són impressions, una intenció de replicar el moviment de varies imatges superposades plantejades a partir de taques de pintura difoses. Tenint en compte la tendència i influència que va tenir la teoria del color en aquelles dècades finals del segle XIX, podem afirmar que Anglada Camarasa tenia nocions de l’ús dels colors i la potencialitat visual dels mateixos. No es tracta d’un fet gratuït que posés a la protagonista d’uns colors neutres volumètricament plantejats en blanc i beige. És més aviat, una representació del coneixement que tenia l’artista sobre aquesta teoria, sent el color blanc un dels més destacats per apropar les distancies entre diferents plans.
L’aposta general de la peça és moderna, atrevida. Pictòricament parlant, trobem una mostra de virtuosisme per part de l’artista, el qual també suggereix una certa influencia d’orientalisme, plasmat en la presència de detall (encara que desdibuixat) en el segon pla. Tanmateix, la presència del treball de la llum càlida (recordem que a Àfrica la llum és molt més directa que a Occident) i l’elaboració intencionada de contrasts diversos, generen una atmosfera càlida, d’il·luminació artificial que va permetre a l’artista desplegar la destresa per plasmar una nova realitat i un canvi de paradigma.
Per altra banda, el decadentisme és també present a l’obra, doncs la mirada perduda de la dona ens evoca a una desubicació per part del personatge principal, qui està entretenint-se davant la por irrevocable que recorria el globus, la fi del segle xix.
Concloent, es tracta d’una pintura amb trets moderns i propis de l’avantguarda francesa. Tot i que no conservi caràcter acadèmic, podem destacar-ne la influència tècnica del seu mestre Modest Urgell, qui li ensenyà com treballar la solitud, la llum com un agent narratiu i els humans com ents comunicadors d’històries. 

## L'exposició a la Sala Parés de Barcelona, 1900
Pel que tenim constància (de caràcter documental en format de publicacions de crítiques d'art i similars), es va produir una exposició a la Sala Parés de Barcelona de l'artista durant la primavera de l'any 1900. Pel que es coneix, o bé se'n té constància, en aquella mostra s'hi van exhibir les següents obres de l'artista: l'Olimpia, Moulin Rouge, Jardí de París, Chaut, Ball en el Moulin de la Galette, Pati al Moulin Rouge, Casino de París, Champs Elysées, El festí de Sardanàpal, Quadrilles, Taverna Royal, Café Americain i 'acadèmies'.
Recent tornat de París, l'artista va exposar a la prestigiosa galeria d'art i sala d'exposicions barcelonina durant els mesos d'abril i maig. Tot i que el seguit mes de juny va exhibir part de la seva obra més recent al Saló Nacional de París, durant la mostra de la Sala Parés, va rebre una sèrie de crítiques d'Utrillo, Casanovas, Junyent i Casellas, entre d'altres com ara Roca i Roca, Alfredo Opisso, Alexandre de Riquer, Alfonso Valier, etc.
Les crítiques es caracteritzaven per descriure l'obra dins uns paramètres artístico-historiogràfics com una peça 'neo-impressionista (Opisso)', impressionista (Valier) i decadentista (de Riquer). Altres, apuntaven a l'especial atenció per part de Camarasa a la llum artificial (si bé, París era considerada la ciutat de la llum). Caldria destacar en especial que Casellas es va sorprendre de la mostra positivament, afirmant que tant per profans com per entesos fou una mostra sense precedents a Catalunya: tras la morosa descripción de sus ambientes mundanos parisinos, escenarios de bailarinas fantasmales, [Casellas] estableció cierto paralelismo con la obra de Gustave Moreau y subrayó la filiación oriental del arte de Anglada. Malgrat no es conservi cap full de sala de l'exposició en sí, queden les memòries i el registre arxivístic d'aquellas crítiques que deixen testimoni de les impressions dels coetanis de l'artista. En aquelles crítiques i articles, es deixà constància de que aquest nou estil artístic importat de França, tenia vinculacions amb l'impressionisme que s'estava portant a terme durant l'època al país veí. Tenint en compte la tendència orientalista i la seva formació catalana, es pot afirmar que es tractava d'una destacada novetat que va rebre tant el suport com la resistència per part dels representants de les principals institutions artístiques de Barcelona. Concloent, la majoria de crítics van coincidir en elogiar la sensibilitat pictòrica de l'artista, juntament amb l'habilitat per representar ambients mundans, i la destresa per caracteritzar als personatges retratats (principalment dones, femmes fatales decadents pròpies del Fin-du-Siècle), personificant les emocions mitjançant les expressions facials.

## Debat sobre la datació de la peça
Seguint l'exposat, tenim constància de dues veritats: durant la primavera de 1900 es va exhibir una sèrie d’olis fets a París per part d’Anglada Camarasa exhibits a la Sala Parés i l’autor, durant la seva primera etapa, tenia un estil fantasmagòric, altament reconeixible. Partint d’aquestes dues premisses, hi ha un cert debat sobre la datació de la peça. Possiblement, les qüestions crucials a l’hora de determinar-ne una aproximació més acurada que el conegut ‘circa’ (que s’estén des de deu anys endavant o bé deu enrere), podem determinar amb força seguretat que l’obra fou executada a París. Podríem afirmar també, que no la va realitzar posteriorment a la mostra de la Sala Parés, doncs les seves estades a París es van tornar cada vegada més curtes perquè tenia obligacions a Bèlgica, Itàlia, Alemanya i França, països on se li exigia una certa renovació respecte els olis sobre fusta de caràcter impressionista. Seguint també el fet de les influències de l’art llatinoamericà i la cultura folklòrica valenciana, és plausible plantejar la hipòtesi que Anglada Camarasa, a partir de l’estiu de 1900, es va començar a desprendre del decadentisme parisenc.
Si seguim la seva obra des d’una cronologia estricta, i apreciant l’evolució dels dibuixos (vegi’s aquesta idea a una publicació de Francesc Fontbona, sobre els dibuixos i esbossos de l’artista en qüestió), posterior a la Sala Parés, Anglada va inclinar-se per temes pagesos i de caràcter quotidià, representant escenes més dinàmiques amb un atreviment cromàtic que posteriorment li garantí la fama i el reconeixement internacionals. Dit això, està força esclarit que l’artista va canviar de paradigma un cop va arribar a Barcelona, tot i que retornà a la capital francesa.
Al no tenir cap mena de constància de full de sala, catàleg de la mostra, llistat d’obres exhibides i registre fotogràfic (al MNAC se’n conserva, però a partir de 1904) de la mostra a la Sala Parés (ni tampon del recorregut expositiu de l'obra en sí), no es pot afirmar que la obra hagués estat exhibida. Si en tinguéssim constància, doncs, podríem afirmar que efectivament fou realitzada abans de la primavera de 1900. Tot i així, tenint en compte les fonts citades i els articles de reacció per part dels crítics d’art catalans fruit de dita mostra, podem inclinar-nos que la obra fou feta cap al 1898, mentre estava cursant a l’acadèmia Colarossi, que, fruit del seu descontent de només dibuixar acadèmies, la seva producció de retrats femenins a l’estil francès només va fer que proliferar.